# Большемаресьевский сельсовет
Большемаресьевский сельсовет — сельское поселение в Лукояновском районе Нижегородской области Российской Федерации.
Административный центр — село Большое Маресьево.

## История
Статус и границы сельского поселения установлены Законом Нижегородской области от 15 июня 2004 года № 60-З «О наделении муниципальных образований - городов, рабочих посёлков и сельсоветов Нижегородской области статусом городского, сельского поселения».

## Население
| 2002  | 2010  | 2012  | 2013  | 2014  | 2015  | 2016  |
| ----- | ----- | ----- | ----- | ----- | ----- | ----- |
| 2106  | ↘1590 | ↘1550 | ↘1532 | ↘1494 | ↘1463 | ↘1432 |
| 2017  | 2018  | 2019  | 2020  | 2021  |       |       |
| ↘1410 | ↘1387 | ↘1357 | ↘1321 | ↘1272 |       |       |

## Состав сельского поселения
| № | Населённый пункт  | Тип населённого пункта       | Население |
| - | ----------------- | ---------------------------- | --------- |
| 1 | Белецкий          | посёлок                      | ↘4        |
| 2 | Большое Маресьево | село, административный центр | ↘570      |
| 3 | Елфимово          | село                         | ↘284      |
| 4 | Карповка          | посёлок                      | →0        |
| 5 | Кельдюшево        | село                         | ↘130      |
| 6 | Красная Поляна    | село                         | ↘85       |
| 7 | Малая Васильевка  | деревня                      | ↘0        |
| 8 | Малая Поляна      | село                         | ↘315      |
| 9 | Нехорошево        | село                         | ↘202      |